# Imbrasia benguelensis
Imbrasia benguelensis är en fjärilsart som beskrevs av Charles Oberthür 1921. Imbrasia benguelensis ingår i släktet Imbrasia och familjen påfågelsspinnare. Inga underarter finns listade i Catalogue of Life.